# Mészáros Péter (filmrendező)
Mészáros Péter (Székesfehérvár, 1969. december 8.) magyar filmrendező.

## Életpályája
A székesfehérvári Teleki Blanka Gimnáziumban érettségizett, felsőfokú tanulmányait a Pécsi Tudományegyetemen végezte 1988-1993 között magyar és esztétika szakon. 1992-1997 között a grúz Színház- és Filmakadémián tanult filmrendező szakon. 2001-ben alapító tagja volt a Magikon Filmgyártó cégnek. 2002-ben Eső után című kisfilmje Arany Pálma díjat kapott a cannes-i fesztiválon. A rövidfilmet azóta közel 50 helyszínen mutatták be a nagyvilágban. 2002 óta a KávéSzínház alternatív színházi műhely vezetője. 2004 óta a Pécsi Tudományegyetem Bölcsészettudományi Karának esztétika, filmelmélet tanszékén tanít.

## Filmjei

### Kisjátékfilmek
- Almák az esőben (1993)
- Piroszmani festő titkos élete (1995)
- Niko, a szépasszonyok és az angyalarcú baba háza (1996)
- Eső után (2002)
- Biliárd (2002)
- A szemüveg (2002)
- Forestbelt (2003)
- Ki a macska? (2004)

A disznó útja (2004)
- Kyrie (2004)

### Nagyjátékfilmek
- A bolond gránátalmafa (2000)
- Stambuch - Júlia asszony titkos éjszakái (2005)
- Kythera (2006)

### Dokumentumfilmek
- Kolostorlakók (2002)

## Kötete
- Augusztusi pasziánsz; L'Harmattan, Budapest, 2021

## Díjak
- 2002 Arany Pálma – Cannes (Eső után)
- 2002 Legjobb drámai film – Antalya (Eső után)
- 2003 Legjobb rövidfilm – Motovun (Eső után)
- 2003 Arany Sárkány – Wellington (Eső után)
- 2012 Balázs Béla-díj